# Alan Walker
Alan Olav Walker (født 24. august 1997, Bergen, Norge) er en norsk DJ og musikproducer, der primært er kendt for sin single "Faded" (2015), som blev certificeret platin i 14 lande. Han har også udgivet flere kendte sange, herunder "Force" (2015), "Sing Me to Sleep" (2016), "All Falls Down" med Noah Cyrus og Digital Farm Animals (2017), "Darkside" (2018), "Diamond Heart" (2018), "On My Way" med Sabrina Carpenter og Farruko (2019) og "Alone, Pt. II" med Ava Max (2019), som alle har fået flere hundrede millioner visninger på YouTube. Tre af hans sange "Faded", "Alone" (2016) og "The Spectre" (2017) har fået over en milliard visninger på YouTube.

## Udmærkelser
| År   | Organisationen                                    | Nomineret/arbejde                                             | Resultat  | Ref.          |
| ---- | ------------------------------------------------- | ------------------------------------------------------------- | --------- | ------------- |
| 2016 | Gullsnutten                                       | Alan Walker                                                   | Vundet    | [ 7 ]         |
| 2016 | MTV Europe Music Awards                           | Alan Walker                                                   | Vundet    | [ 8 ]         |
| 2016 | P3 Gull                                           | Alan Walker                                                   | Nomineret | [ 9 ]         |
| 2016 | P3 Gull                                           | "Faded"                                                       | Nomineret | [ 9 ]         |
| 2016 | Cannes Lions International Festival of Creativity | "Faded"                                                       | Vundet    | [ 10 ]        |
| 2016 | Eska Music Awards                                 | "Faded"                                                       | Vundet    | [ 11 ]        |
| 2016 | NRJ Music Awards Norge                            | "Sing Me to Sleep"                                            | Vundet    | [ 12 ]        |
| 2016 | EBBA Awards '17 by Eurosonic Noorderslag          | Alan Walker                                                   | Vundet    | [ 13 ]        |
| 2017 | EBBA Awards '17 by Eurosonic Noorderslag          | Alan Walker                                                   | Nomineret | [ 13 ]        |
| 2017 | Spellemannprisen '16                              | "Faded"                                                       | Vundet    | [ 14 ]        |
| 2017 | Brit Awards                                       | "Faded"                                                       | Nomineret | [ 15 ] [ 16 ] |
| 2017 | KKBox Music Awards                                | Alan Walker                                                   | Vundet    | [ 17 ]        |
| 2017 | KKBox Music Awards                                | "Faded"                                                       | Vundet    | [ 17 ]        |
| 2017 | WDM Radio Awards                                  | Alan Walker                                                   | Vundet    | [ 18 ]        |
| 2017 | Gullsnutten                                       | Alan Walker                                                   | Vundet    | [ 19 ]        |
| 2017 | Echo Awards                                       | Alan Walker                                                   | Nomineret | [ 20 ]        |
| 2017 | Echo Awards                                       | "Faded"                                                       | Nomineret | [ 20 ]        |
| 2017 | Swiss Music Awards                                | "Faded"                                                       | Vundet    | [ 21 ]        |
| 2017 | Berlin Music Video Awards                         | "Sing Me to Sleep" (musikvideo)                               | Nomineret | [ 22 ]        |
| 2017 | Spellemann and Music Norway                       | Alan Walker                                                   | Vundet    | [ 23 ]        |
| 2017 | MTV Europe Music Awards                           | Alan Walker                                                   | Vundet    | [ 24 ]        |
| 2018 | Spellemannprisen '17                              | Alone                                                         | Nomineret | [ 25 ]        |
| 2018 | WDM Radio Awards                                  | "All Falls Down" (delt med Noah Cyrus & Digital Farm Animals) | Nomineret | [ 26 ]        |
| 2018 | WDM Radio Awards                                  | "Tired"                                                       | Nomineret | [ 26 ]        |
| 2018 | WDM Radio Awards                                  | "Issues"                                                      | Nomineret | [ 26 ]        |
| 2018 | International Dance Music Awards                  | Alan Walker                                                   | Vundet    | [ 27 ]        |
| 2018 | MTV Europe Music Awards                           | Alan Walker                                                   | Vundet    | [ 28 ]        |
| 2019 | Spellemannprisen '18                              | "Darkside" (delt med Tomine Harket & Au/Ra)                   | Nomineret | [ 29 ]        |
| 2019 | Spellemannprisen '18                              | "Ignite" (deles med K-391, Julie Bergan & Seungri)            | Nomineret | [ 29 ]        |
| 2019 | Spellemannprisen '18                              | Alan Walker                                                   | Vundet    | [ 29 ]        |

## DJ MagazineTop 100 DJs
| År   | Position | Noter      | Ref.   |
| ---- | -------- | ---------- | ------ |
| 2016 | 55       | Nyt indlæg | [ 30 ] |
| 2017 | 17       | Op 38      | [ 30 ] |
| 2018 | 36       | Ned 19     | [ 30 ] |
| 2019 | 27       | Op 9       | [ 30 ] |
| 2020 | 26       | Op 1       | [ 30 ] |
| 2021 | 22       | Op 4       | [ 30 ] |
| 2022 | 17       | Op 5       | [ 30 ] |